# 櫻桃街

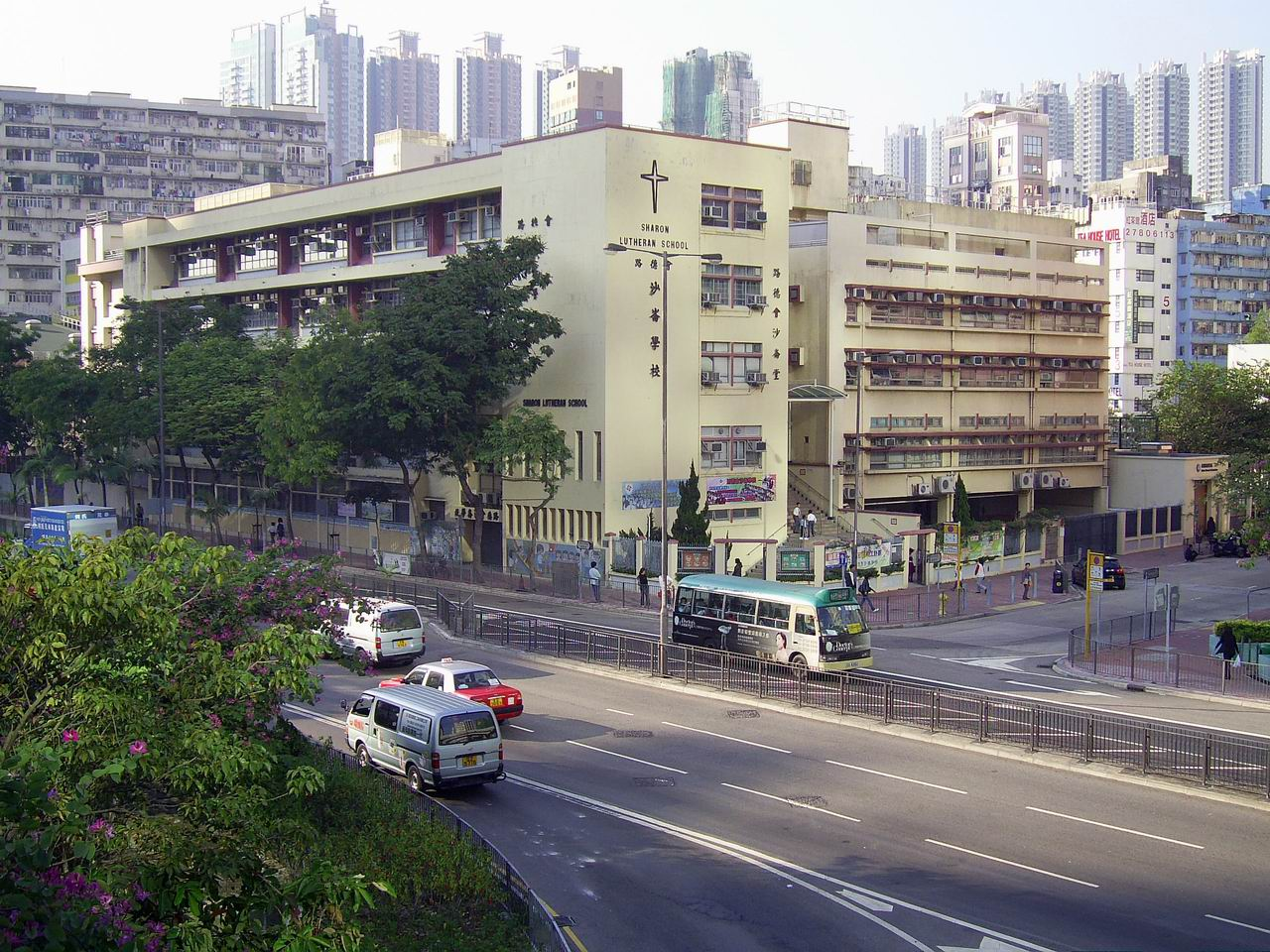
櫻桃街與棕樹街交界

櫻桃街（英語：Cherry Street）是香港的一條道路，位於西九龍大角咀，東端連接亞皆老街，西端則連接櫻桃街迴旋處及海輝道。

## 歷史
櫻桃街本來位處海傍，連接亞皆老街及大角咀碼頭。1990年代中，隨著西九龍填海完畢，櫻桃街西端被擴闊並延長至新油麻地避風塘西北端，與當時的大角咀臨時巴士總站連接。繼而，為配合新填地的發展，接近現時港鐵東涌綫奧運站及西九龍公路的路段改為雙線雙程行車隧道，且不准行人進入；而富多來新邨對開一段則改建為交匯處，以增加交通流量。
另一方面，櫻桃街附近的奧運站於臨近落成時曾一度考慮以此街命名為「櫻桃站」（此命名方式其後應用在屯馬線錦上路站，之前計劃命名為「大角咀站」），以反映車站位處大角咀舊區之外的新發展區，及後才因紀念李麗珊取得香港首枚奧運金牌而正式命名為奧運站。

## 沿線建築物
- 櫻桃街公園 (櫻桃街東段以南)
- 路德會沙崙學校 (櫻桃街18號)
- 中華基督教會銘基書院
- 櫻桃大廈
- 金滿閣、金堂閣、金旺閣
- 富多來新邨
- 海桃灣 (櫻桃街38號)
- 滙豐中心
- 旺角（柏景灣）公共運輸交匯處 (設有的士站、小巴站、巴士站)
- 樹庫 (櫻桃街西端，將會發展為休憩公園)

## 交匯道路
- 亞皆老街
- 渡船街
- 棕樹街
- 橡樹街
- 海泓道
- 西九龍走廊西
- 大角咀道
- 振榮街
- 海景街
- 深旺道
- 連翔道
- 海輝道

## 外部參考
1. ↑  .   [2007-02-02]. （原始内容存档于2007-09-29）.
2. ↑  http://hkclweb.hkpl.gov.hk/hkclr2/object?svc=objrtv&src=CM&itemid=ME67MHSKX%24CVV%24FW&pid=1&mime=image/jpeg 的存檔，存档日期2005-09-14.
3. ↑  New MTR station may be renamed （页面存档备份，存于），《南華早報》，1996年7月3日